# Staré Buky
Staré Buky è un comune della Repubblica Ceca facente parte del distretto di Trutnov, nella regione di Hradec Králové.